# Tobias Merckle
Tobias Merckle (* 31. Oktober 1970 in Ulm) ist ein deutscher Sozialunternehmer, der sich durch innovative Konzepte im Jugendstrafvollzug und in der Integration Geflüchteter auszeichnet.

## Leben
Tobias Merckle wurde am 31. Oktober 1970 in Ulm als Sohn der Unternehmer Ruth und Adolf Merckle geboren. Nach einem freiwilligen sozialen Jahr in den USA und einem Besuch in einem Gefängnis entschied er sich 1990, Sozialpädagogik zu studieren, um später eine Alternative zum Jugendstrafvollzug aufzubauen. Nach dem Studium in Lüneburg und New York City arbeitete er bei Prison Fellowship International zunächst in der Schweiz und dann in den USA.
2001 hat er den Verein Seehaus e. V. gegründet und 2003 den Jugendstrafvollzug in freien Formen im Seehaus Leonberg, als eine der ersten beiden stationären Alternativen zur Haft durch freie Träger in Deutschland. 2011 wurde in Sachsen ein weiterer Strafvollzug in freien Formen eröffnet. Heute ist Seehaus e. V. im Bereich der Straffälligenhilfe, Opferhilfe und Kriminalprävention tätig und hat über 100 Mitarbeiter. Neben der Beratung für Opfer von Straftaten führt Seehaus das Programm Opfer und Täter im Gespräch durch, bei dem unbeteiligte Opfer und Täter zu Gesprächsrunden zusammenkommen. Bei „begleiteter gemeinnütziger Arbeit“ betreuen Seehaus-Mitarbeiter junge Menschen, die Sozialstunden ableisten bei der gemeinnützigen Arbeit als Wiedergutmachung der Gesellschaft gegenüber, sprechen über die Ursachen der Kriminalität und entwickeln Zukunftsperspektiven. Merckle setzt sich mit dem Seehaus e.V. auch für Restorative Justice ein – ein Justizmodell, das die Opferperspektive und Wiedergutmachung im Mittelpunkt hat und Opfer, Täter und Gesellschaft zusammenbringen will, um Straftaten aufzuarbeiten.
2013 hat Merckle die Hoffnungsträger Stiftung gegründet. Sie ist in den Bereichen Flüchtlingshilfe, Resozialisierung und Versöhnung und Unterstützung von Kinder/Familien von Gefangenen tätig und hat ca. 50 Mitarbeiter. Mit den Hoffnungshäusern hat sie ein innovatives Konzept für integrativen bezahlbaren Wohnraum geschaffen, bei dem Deutsche und Geflüchtete zusammenwohnen. 2019 hat die Hoffnungsträger Stiftung dafür den Integrationspreis des Landes Baden-Württemberg bekommen.
Als Tochter der Hoffnungsträger Stiftung hat Merckle 2021 die Sinngeber gGmbH gegründet, ein philanthropisches Family Office, um damit Unternehmerfamilien und Wohlhabende in ihrem philanthropischen Engagement zu beraten und rechtlichen und organisatorischen Aufwand abzunehmen.
Eine weitere Tochter der Hoffnungsträger Stiftung wurde ebenso 2021 gegründet, die HTS Verantwortungseigentum GmbH, um Lösungen für Unternehmensnachfolgen in der Gemeinnützigkeit zu ermöglichen.

## Ehrungen
- 2009: Hoffnungsträger-Preis der Apis.[20]
- 2025: Verdienstorden des Landes Baden-Württemberg.[21]

## Mitgliedschaften
- Stiftungsratsvorsitzender der Hoffnungsträger Stiftung
- Aufsichtsratsmitglied der HeidelbergCement AG[22] (2006–2022)
- Mitglied im Hochschulrat der CVJM-Hochschule[23]
- Mitglied der Bundesversammlung, Blaues Kreuz
- Mitglied im Stiftungsrat der Stiftung für Grundwerte und Völkerverständigung[24]
- Mitglied im Kuratorium, HoffnungsHaus Stuttgart[25]

## Veröffentlichungen
- Ein neues Paradigma im Strafrecht: Grundlagen und Kriterien für Wiedergutmachung als Rechtsfolge (zugl. Diplomarbeit, Universität Lüneburg 1997), Pro-Universitate-Verlag, Sinzheim 1999, ISBN 978-3-932490-54-5.
- Restorative Justice: Ein neues Paradigma im Strafrecht. Grundlagen und Kriterien für Wiedergutmachung als Rechtsfolge, Sinsheim, 1999.
- als Mitherausgeber: Resozialisierung, Opferschutz, Restorative Justice: Grundlagen und Rahmenbedingungen, Nomos, Baden-Baden 2023, ISBN 978-3-8487-8858-3.

Aufsätze
- Vergleich der Reformvorschläge der DVJJ und der AWO zum Jugendkriminalrecht (mit Beate Newiger, Irene Skrobanek und Karen Risse). In: DVJJ-Journal 01/94, S. 11–18.
- Alternative Gefängnisprojekte: Revolutionäre Rückfallquoten in Südamerika. In: Neue Kriminalpolitik 01/1999, S. 4–6.
- Mit Liebe und Disziplin zum Erfolg. Gefangene verwalten in einem Modellprojekt in Brasilien ihre Haftanstalt selbst. In: der überblick, 01/2000, S. 75–78.
- Bürgerschaftliches Engagement von Unternehmen. In: Martin L. Landmesser, Ulrike Jooß (Hrsg.): Zeichen setzen – Werte leben. Holzgerlingen, 2006, S. 112–120.
- Jugendstrafvollzug in freier Form am Beispiel vom Seehaus Leonberg. In: Forum Strafvollzug 6/2007, S. 271–274.
- Das „Rauhe Seehaus Leonberg“. In: „vonWegen“ – Zeitschrift der Ev. Stadtmission Freiburg e.V., 01/2008, S. 10–12.
- Seehaus Leonberg: Jugendstrafvollzug in familienähnlichen Wohngemeinschaften. In: Dieter Rössner und Rüdiger Wulf(Hrsg.): Wahr.Haft.Leben. 10 Jahre Jugendstrafvollzug in freien Formen, Tübinger Schriften und Materialien zur Kriminologie, Tübingen 2014.